# William Kellner
William Kellner (geb. Wilhelm Wolf Kellner; * 30. Juli 1900 in Österreich; † Mai 1996 in Brighton, East Sussex) war ein österreichisch-britischer Filmarchitekt. 

## Leben
Er begann seine Karriere als Zeichner für den Film A Canterbury Tale (1944). Es folgten weitere Aufträge für Ich weiß wohin ich gehe (1945), Begegnung (1945), Irrtum im Jenseits (1946) und Schwarze Narzisse (1947). 1948 wechselte er ins Szenenbild und arbeitete an mehreren britischen Produktionen mit. Kellner war zweimal für den Oscar nominiert: 1950 für Königsliebe und 1960 für Plötzlich im letzten Sommer. Sein letzter großer Auftrag war für die Fernsehserie Mädchen in den Wolken (1970–1971). 1949 gewann er bei den Internationalen Filmfestspielen von Venedig den Preis für das beste Szenenbild mit dem Film Adel verpflichtet.

## Filmografie (Auswahl)
- 1948: Königsliebe (Saraband for Dead Lovers)
- 1949: Pique Dame (The Queen of Spades)
- 1949: Adel verpflichtet (Kind Hearts and Coronets)
- 1951: Das Glück kam über Nacht (The Lavender Hill Mob)
- 1952: Die Verblendeten (Secret People)
- 1955: I Am a Camera
- 1958: Schrei im Morgengrauen (The Man Upstairs)
- 1959: Eine Stadt sucht einen Mörder (Jack the Ripper)
- 1959: Plötzlich im letzten Sommer (Suddenly)
- 1963: Flieg mit mir ins Glück (Come Fly with Me)
- 1970–1971: Mädchen in den Wolken (From a Bird's Eye View)